# Walenty Winid
Walenty Winid (geboren 19. Juli 1894, in Brzeziny, Russisches Kaiserreich; gestorben 19. Januar 1945 im KZ Auschwitz) war ein polnischer Wissenschaftler für Wirtschaftsgeographie.

## Leben
Walenty Winid studierte an der Jagiellonen-Universität in Krakau von 1917 bis 1919 die Fächer Geschichte und Philosophie. An der Universität Posen setzte er von 1920 bis 1922 seine Studien in den Fächern Philosophie, Geographie und Wirtschaftswissenschaften fort.
Eine Tätigkeit als Lehrer nahm er schon 1919 auf. 1925 erlangte er die Promotion zum Dr. phil. Im Jahre 1927 reiste er in die USA, um in Chicago und New York seine Studien zu vertiefen. An der Universität Posen nahm er 1931 eine Lehrtätigkeit im Fach Geographie auf.
Die Habilitation mit einem Thema zur Anthropogeographie erlangte er 1935. Von 1935 bis 1937 übernahm er die Leitung einer Arbeitsgruppe des Instytut Baltycki in Gdynia. Danach wurde er als außerordentlicher Professor an die Handelsakademie in Krakau im Institut für Wirtschaftsgeographie berufen. Er entwickelte eine Formel, nach der Siedlungen in einer bestimmten Distanz auf den Punkten von Rechtecken angelegt werden sollten. Diese Betrachtung fand internationale Aufmerksamkeit in verschiedenen Veröffentlichungen.
1938 nahm er die Vorlesungen für Philosophie an der Jagiellonen-Universität auf. Am Montag, dem 6. November 1939, wurde er von dem SS-Sturmbannführer Bruno Müller mit über 100 Professoren im Rahmen der Sonderaktion Krakau verhaftet und in das KZ Sachsenhausen deportiert. Dort wurde er am 8. Februar 1940 mit mehreren anderen Wissenschaftlern nach Krakau entlassen.
Da er nicht mehr an der Universität arbeiten konnte, unterrichtete er als Lehrer und arbeitete im Schulamt der Stadt. Weiterhin unterstützte er in einer Organisation Häftlinge in den Konzentrationslagern. Als er auch in der Illegalität Unterricht erteilte, wurde er von der Sicherheitspolizei (SiPo) verhaftet und in das Gefängnis Montelupich eingeliefert, wo er mehrere Monate gefangen war. Am 1. Oktober 1943 wurde er in das KZ Auschwitz deportiert, wo er unter nicht geklärten Umständen starb.

## Schriften (Auswahl)
- Walenty Winid: Distribution of Urban Settlements of over 10, 000 in the United States in 1930. In: Scottish Geographical Magazine. May 1932, Chap. I
- Walenty Winid: The Scope of Urban Geography - Instanced with facts from Varsovia. In: Cong. Int. de Geog. Band III, 1934, S. 1781
- Dobieslaw Jedrzejczyk: Studies on human settlement and related concepts by Walenty Winid (1894-1945). In: Miscellanea geographica. Nr. 7, 1996, S. 127–130
- Jadwiga Winid: The method of "distances and percentage shares" of Walenty Winid: application to towns of Bangladesh. In: Miscellanea geographica. Nr. 7, 1996, S. 131–138